# Lincoln (Arkansas)
Lincoln és una població dels Estats Units a l'estat d'Arkansas. Segons el cens del 2000 tenia 1.752 habitants.

## Demografia
Segons el cens del 2000, Lincoln tenia 1.752 habitants, 723 habitatges, i 472 famílies. La densitat de població era de 380 habitants/km².
Dels 723 habitatges en un 29,7% hi vivien nens de menys de 18 anys, en un 50,2% hi vivien parelles casades, en un 12% dones solteres, i en un 34,7% no eren unitats familiars. En el 30,8% dels habitatges hi vivien persones soles el 17% de les quals corresponia a persones de 65 anys o més que vivien soles. El nombre mitjà de persones vivint en cada habitatge era de 2,42 i el nombre mitjà de persones que vivien en cada família era de 3.
Per edats la població es repartia de la següent manera: un 26,7% tenia menys de 18 anys, un 8,6% entre 18 i 24, un 26,7% entre 25 i 44, un 21,3% de 45 a 60 i un 16,8% 65 anys o més.
L'edat mediana era de 35 anys. Per cada 100 dones de 18 o més anys hi havia 84,1 homes.
La renda mediana per habitatge era de 27.639 $ i la renda mediana per família de 37.102 $. Els homes tenien una renda mediana de 26.860 $ mentre que les dones 18.958 $. La renda per capita de la població era de 14.232 $. Entorn del 12,7% de les famílies i el 15,8% de la població estaven per davall del llindar de pobresa.

## Poblacions properes
El següent diagrama mostra les poblacions més properes.